# أندريه باريت
أندريه باريت (بالإنجليزية: Andre Barrett)‏ مواليد 21 فبراير 1982 في ذا برونكس، هو لاعب كرة سلة أمريكي بدأ مسيرته الاحترافية في سنة 2004.. يبلغ طوله 5 قدم 10 بوصة (1.8 م). حقق المركز الثاني في دورة الألعاب الأمريكية 2003.

## المسيرة الاحترافية
لعب مع هيوستن روكتس في موسم 2004–2005، ثم لعب مع أورلاندو ماجيك في سنة 2005، ثم لعب مع فينيكس صنز في سنة 2006، ثم لعب مع تورونتو رابتورز في سنة 2006، ثم لعب مع شيكاغو بولز في موسم 2006–2007، ثم لعب مع لوس أنجلوس كليبرز في سنة 2008، ثم لعب مع برشلونة في موسم 2008–2009.

## الميداليات
| الميدالية | المسابقة                      |
| --------- | ----------------------------- |
| برونزية   | الألعاب الجامعية الصيفية 2001 |
| فضية      | دورة الألعاب الأمريكية 2003   |

## روابط خارجية
- أندريه باريت على موقع الدوري الأوروبي لكرة السلة (الإنجليزية)
- أندريه باريت على موقع سبورتس رفرنس (الإنجليزية)
- أندريه باريت على موقع الدوري الإسباني لكرة السلة (الإسبانية)
- أندريه باريت على موقع كرة السلة الأوروبية.كوم (الإنجليزية)
- أندريه باريت على موقع كلية كرة السلة في سبورتس رفرنس.كوم (الإنجليزية)
- أندريه باريت على موقع ريلجم (الإنجليزية)
- أندريه باريت على موقع بروبوليرز (الإنجليزية)
- أندريه باريت على موقع سبورتس رفرنس (الإنجليزية)
- أندريه باريت على موقع سبورتس رفرنس (الإنجليزية)